# Jellyfish娛樂
Jellyfish娛樂（韓語：젤리피쉬 엔터테인먼트）是韓國一間經紀公司，於2007年創立，社長為黃世誜（황세준）。旗下藝人包括VIXX、金世正、VERIVERY、EVNNE 等。
2014年Jellyfish娛樂與CJ E&M簽訂合約成為合作夥伴。2020年3月7日，據報導CJ E&M因業績惡化，將原所持有的Jellyfish娛樂股份全數賣出，不再為其股東，同時社長黃世誜執行優先認股權，名下持有股份從51％增加至73.53％。

## 旗下藝人

### 個人
| 出道年份 | 姓名   | 性別          | 所屬團體 |
| 1987年   | 張慧珍 | 女            | 不適用   |
| 2016年   | 金世正 | gugudan（前） |          |

### 組合
| 出道日期      | 組合名稱 | 性別 | 成員                                    | 隊長 | 狀況   | 官方粉絲名      | 應援色                             |
| 2012年5月24日 | VIXX     | 男   | N、Leo、Ken 爀                          | N    | 活動中 | ST★RLIGHT       | 海軍藍、閃亮金                     |
| 2019年1月9日  | VERIVERY | 男   | 東憲、號英、愍撰、啓賢 延浩、勇勝、岡旻 | 東憲 | 活動中 | (베러) (VERRER) | 7649 CP、663 UP及Glittering Silver |

### 子團組合/企劃組合
| 出道日期      | 組合名稱 | 性別 | 成員                                                  | 隊長  | 狀況   | 官方粉絲名 | 官方應援物           |
| 2015年8月7日  | VIXX LR  | 男   | Leo、Ravi                                             | Leo   | 活動中 | ST★RLIGHT  | 星光棒手燈、應援毛巾 |
| 2023年9月19日 | EVNNE    | 男   | KEITA、朴瀚彬、李政縣、劉昇彥、池潤瑞、文淨泫、朴祉厚 | KEITA | 活動中 | ENNVE      | 尚未公布             |

### 演員
- 金永珠
- 朴時英

### 簽約藝人
- 金多娟（Kep1er）
- 朴乾旭（ZEROBASEONE）

## 過去旗下藝人
- VIXX
  - N（仍會參與VIXX團體活動，雙方維持合作關係）
  - Ravi
  - 爀（仍會參與VIXX團體活動，雙方維持合作關係）
  - 弘彬
  - Leo（仍會參與VIXX團體活動，雙方維持合作關係）
  - Ken（仍會參與VIXX團體活動，雙方維持合作關係）
- gugudan（2016-2020）
  - HYEYEON（2016-2018）
  - MIMI
  - HANA
  - HAEBIN
  - NAYOUNG
  - SOYEE
  - 劉些寧（前硬糖少女303（2016-2023）
  - 康美娜 （2016-2023）
- 朴孝信
- 姜至奐
- Gyun Woo
- Kim Hyung Joong
- 麗莎
- 朴學基
- 朱玟奎
- 朴章賢
- 李碩薰
- 高允
- 徐仁國
- 成始璄
- 庭沼珉
- 祉潏（女子團體Dal★Shabet前成員）
- 藝元（女子團體Jewelry前成員）
- 李鍾原
- 金善映
- 朴貞洙
- 崔智娜
- 朴貞雅
- 孔賢珠
- 朴藝珍
- 金奎善
- 曹惠晶
- 鄭京浩（朝鲜语：정경호 (1972년)）
- 柳世恆（朝鲜语：유세형）
- 宋怡雨（朝鲜语：송이우）
- 朱利安·姜
- 李雅璘（朝鲜语：이아린）
- 李鍾原
- 白書怡（朝鲜语：백서이）
- 金泰允
- 朴基雄
- 朴允夏
- 林瑟雍（2AM成員）
- 金旻奎（《PRODUCE X 101》）
- 南寶羅

## 昔日練習生
- 曺侑彬（前Pink Fantasy成員、《偶像學校》參賽者）
- 李子璇（《加油！美少女》及《創造101》參賽者）
- 李海印（《PRODUCE 101》及《偶像學校》參賽者）
- 裴恩英（《偶像學校》及《PRODUCE 48》參賽者，現為Stone Music娛樂練習生）
- 韓瑞希
- 李大元（VIXX預備成員、現為BNF成員）
- 金珍燮（前IN2IT成員、《少年24》參賽者）
- 高智炯（《少年24》參賽者）
- 尹熙錫（《PRODUCE 101第二季》參賽者，前LIMITLESS成員）
- 朴晙喜（A.C.E成員、《The Unit》參賽者）
- 文星伊（MAMAMOO成員）
- 鄭昭娟（LABOUM成員）
- 崔峻晟（《PRODUCE X 101》參賽者，現為GHOST9成員）
- 蔡冰（《Girls planet 999》參賽者）
- 金秀珉（tripleS成員）
- 坂本志穂菜（《Girls Planet 999》參賽者）
- 韓諭葉（《BOYS PLANET》、《MAKE MATE 1》參賽者）
- 朴炫彬（ARrc成員、《BOYS PLANET》參賽者）
- 張汝遵（《極限出道 野生偶像》、《BOYS PLANET》參賽者）

## 外部連結
- 官方網站 （页面存档备份，存于）
- Jellyfish娛樂的Instagram帳戶
- Jellyfish娛樂的X（前Twitter）
- Jellyfish Entertainment Naver Post （页面存档备份，存于）